# 自民党動物愛護管理推進議員連盟
自民党動物愛護管理推進議員連盟（じみんとうどうぶつあいごかんりすいしんぎいんれんめい）は、2006年6月に自民党の国会議員によって設立された議員連盟である。略称は『どうぶつ議連』。

## 目的
- 動物虐待の実態理解の促進
- 社会的な啓蒙活動
- 制度の改革
- 人間の怠慢の認識
- 狂信の排除

## 参加議員一覧

### 顧問
- 麻生太郎

### 相談役
- （空席）

### 会長
- （空席）

### 副会長
- 田村憲久
- 野田聖子
- 船田元

### 幹事長
- （空席）

### 副幹事長
- 山際大志郎

### 事務局長
- （空席）

### 事務局次長
- 上野賢一郎
- 坂井学
- 関芳弘
- 永岡桂子
- 武藤容治

### 幹事
- 小野寺五典
- 加藤勝信
- 木原誠二
- 丹羽秀樹
- 松本洋平
- 御法川信英
- 宮下一郎

## 参加していた議員
- 鈴木恒夫（相談役・2009年に引退）
- 木村隆秀（幹事・2009年に引退）
- 杉村太蔵（幹事・2009年に引退）
- 戸井田徹（事務局長・2009年に落選）
- 木挽司（事務局次長・2009年に落選）
- 篠田陽介（事務局次長・2009年に落選）
- 並木正芳（事務局次長・2009年に落選）
- 西本勝子（事務局次長・2009年に落選）
- 藤野真紀子（事務局次長・2009年に落選）
- 馬渡龍治（事務局次長・2009年に落選）
- 新井悦二（幹事・2009年に落選）
- 安次富修（幹事・2009年に落選）
- 井沢京子（幹事・2009年に落選）
- 石崎岳（幹事・2009年に落選）
- 井脇ノブ子（幹事・2009年に落選）
- 清水鴻一郎（幹事・2009年に落選）
- 土井真樹（幹事・2009年に落選）
- 藤田幹雄（幹事・2009年に落選）
- 三ッ林隆志（幹事・2009年に落選）
- 山内康一（幹事・2009年に離党）
- 大村秀章（幹事・2010年に除名）
- 水野賢一（幹事長・2010年に離党）
- 近藤三津枝（事務局次長・2012年に引退）
- 松浪健太（事務局次長・2012年に離党）
- 加藤紘一（顧問・2012年に落選）
- 西川京子（幹事・2014年に落選）
- 小池百合子（顧問・2016年に議員辞職）
- 鳩山邦夫（会長・2016年に死去）
- 吉川貴盛（幹事・2020年に議員辞職）
- 大塚高司（幹事・2021年に離党）
- 松本純（幹事・2021年に離党）
- 菅原一秀（幹事・2021年に議員辞職）
- 鴨下一郎（会長・2021年に引退）
- 原田憲治（事務局次長・2021年に落選）
- 後藤田正純（幹事・2022年に議員辞職）
- 世耕弘成（幹事・2024年に離党）
- 根本匠（顧問・2024年に引退）
- 吉野正芳（幹事・2024年に引退）
- 亀岡偉民（事務局次長・2024年に落選）
- 牧原秀樹（事務局次長・2024年に落選）
- 山本朋広（事務局次長・2024年に落選）
- 大塚拓（幹事・2024年に落選）
- 西村明宏（幹事・2024年に落選）
- 盛山正仁（幹事・2024年に落選）

## 主な出来事

### 読売新聞による「ペット税」報道
2008年12月28日、読売新聞の第一報で自民党がペット税の導入を検討していると報道されたが、議連の事務局次長だった馬渡龍治は、「外国の例も参考にしながら日本の国内でペット税の導入が可能なのかどうか研究すべきではないのか」という議論があったこと、つまり『どうぶつ議連』で活動内容にペット税の研究も加えるべきかどうか議論されたこと、を記者に話したものが、自民党がペット税導入に向けて議論していると報道されたもので、誤報であったとしている